# Denis Alexander
Denis James Alexander (10. listopadu 1920 – 20. května 1980) byl 6. hrabě z Caledonu a voják.

## Život
Narodil se 10. listopadu 1920 jako syn Lt.-Col. Hon. Herbranda Charlese Alexandera a jeho manželky Millicent Valla Meredyth a vnuk Jamese Alexandera, 4. hraběte z Caledonu. Navštěvoval Eton College a Royal Military College, Sandhurst. V Irish Guards získal hodnost majora.
Dne 6. dubna 1943 se oženil s Ghislaine Dresselhuys, bohatou dědičku a dceru Corneliuse Williama Dresselhuyse a Edith rozené Merandon du Plessis (bývalé manželky Gomera Berryho, 1. vikomta Kemsley). Spolu měli jednu dceru:
- Lady Tana Marie Alexander (nar. 2. března 1945), sňatek se Ctihodným soudcem Paulem Everardem Justusem Focke

Roku 1948 se manželství rozvedlo a on se podruhé oženil s baronesou Annou Louise de Graevenitz, s dcerou barona Nicholase Wernera Alexandere de Graevenitz. Spolu měli dvě děti:
- Nicholas Alexander, 7. hrabě z Caledonu (nar. 6. května 1955), sňatek s (1.) Wendy Catherine Coumantaros a (2.) s Henriettou Mary Alison Newman
- Lady (Elizabeth) Jane Alexander (nar. 28. března 1962), sňatek s (1.) Rorym Peckem a (2.) s Andrew Dobbsem

Zemřel 20. května 1980.